# Atom centralny
Atom centralny – w chemii koordynacyjnej – atom wchodzący w skład związku chemicznego, wokół którego skoordynowane są inne atomy lub ich grupy zwane ligandami. Inna nazwa to centrum koordynacji.
W związkach kompleksowych atomami centralnymi są zazwyczaj metale lub metaloidy. Mogą to być zarówno pierwiastki grup głównych, jak i pobocznych.
Przykłady:
Na[Al(OH)4] – centralnym atomem jest glin (Al)
K2[CdI4] – centralnym atomem jest kadm (Cd)
Istnieją także związki, w których wyróżnia się więcej niż jedno centrum koordynacji. Związki takie nazywane są wielordzeniowymi. Z kolei związki w których centrum koordynacji jest kilka atomów tworzących rodzaj klatki, nazywa się kompleksami klasterowymi.
W chemii organicznej atom centralny jest często utożsamiany z centrum chiralności cząsteczki, którym najczęściej jest atom węgla z czterema różnymi podstawnikami.